# Valchiavenna
La Valchiavenna (Valciàvena in dialetto chiavennasco) è una regione geografica alpina attraversata dal torrente Liro e dal fiume Mera, nell'estremo nord della regione Lombardia, e compone insieme alla Valtellina e alla Val di Livigno la provincia di Sondrio.
Tutti i comuni di questa regione (senza considerare la parte svizzera della val Bregaglia e il territorio a sud del lago di Mezzola) sono riuniti a livello sovracomunale nella Comunità Montana della Valchiavenna.
La forma della regione si può paragonare a una Y, divisibile in tre valli che convergono nell'eponima cittadina di Chiavenna: la Valchiavenna propriamente detta, la Valle Spluga e la Val Bregaglia (divisa in un terzo circa in territorio italiano e due terzi in territorio svizzero).

## Descrizione

### Piano di Chiavenna
La Valchiavenna propriamente detta (chiamata anche Bassa Valchiavenna e Piana/Piano di Chiavenna), che va dal trivio di Fuentes, nei pressi di Colico, alla città eponima. Comprende i territori comunali di Verceia, Novate Mezzola, Samolaco, Gordona, Mese, Prata Camportaccio, la maggior parte del comune di Chiavenna e diversi insediamenti situati nella regione del Pian di Spagna a sud del lago di Mezzola, occupata dai territori comunali di Sorico e Gera Lario in provincia di Como e Dubino in provincia di Sondrio. Ha una morfologia prevalentemente pianeggiante e si estende per 22 km. Tra le tre diramazioni principali di questa regione è la più popolata, dato che ospita approssimativamente 22 000 persone, circa il 75% della popolazione della regione.
Il capoluogo della valle e dell'intera regione è Chiavenna. Vi è la sede della comunità montana. Nella bassa valle si trovano i comuni di Samolaco, comune sparso diviso nelle frazioni principali di Era, Somaggia e San Pietro, di Gordona, Prata Camportaccio e Mese. Tra Gordona e Mese, a mezza costa, si trova il paese di Menarola, ex comune soppresso nel 2015. Sul lago di Mezzola si affacciano i comuni di Novate Mezzola e di Verceia.

### Valle Spluga

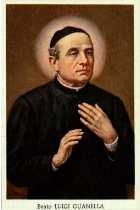
San Luigi Guanella

La Valle Spluga (da non confondersi con la Val di Spluga, tributaria della Val Masino; è chiamata anche Val/Valle San Giacomo, Valle del Liro e Val di Giüst in valchiavennasco), che porta dal termine del corso del Liro nei pressi di Chiavenna al Passo dello Spluga, dove si trova il confine italo-elvetico. Ne fanno parte i comuni di San Giacomo Filippo, Campodolcino e Madesimo, importanti località turistiche. Ha una morfologia molto aspra e nella maggior parte del territorio fondovallivo è presente una sola strada asfaltata che colleghi tra loro i comuni della valle (SS36). È lunga 22 km.
È la parte meno popolata della regione, con appena 1 800 abitanti, nonostante d'estate sia molto più popolata per via dei proprietari di seconde case in montagna e dei turisti.
Il comune più importante della valle è Campodolcino; le sue origini romane, apprezzabili in svariati luoghi del territorio, fanno coincidere il nucleo principale con quella che dagli antichi romani era denominata Tarveszedo. È da menzionare la frazione di Fraciscio che ha dato i natali a Don Luigi Guanella.

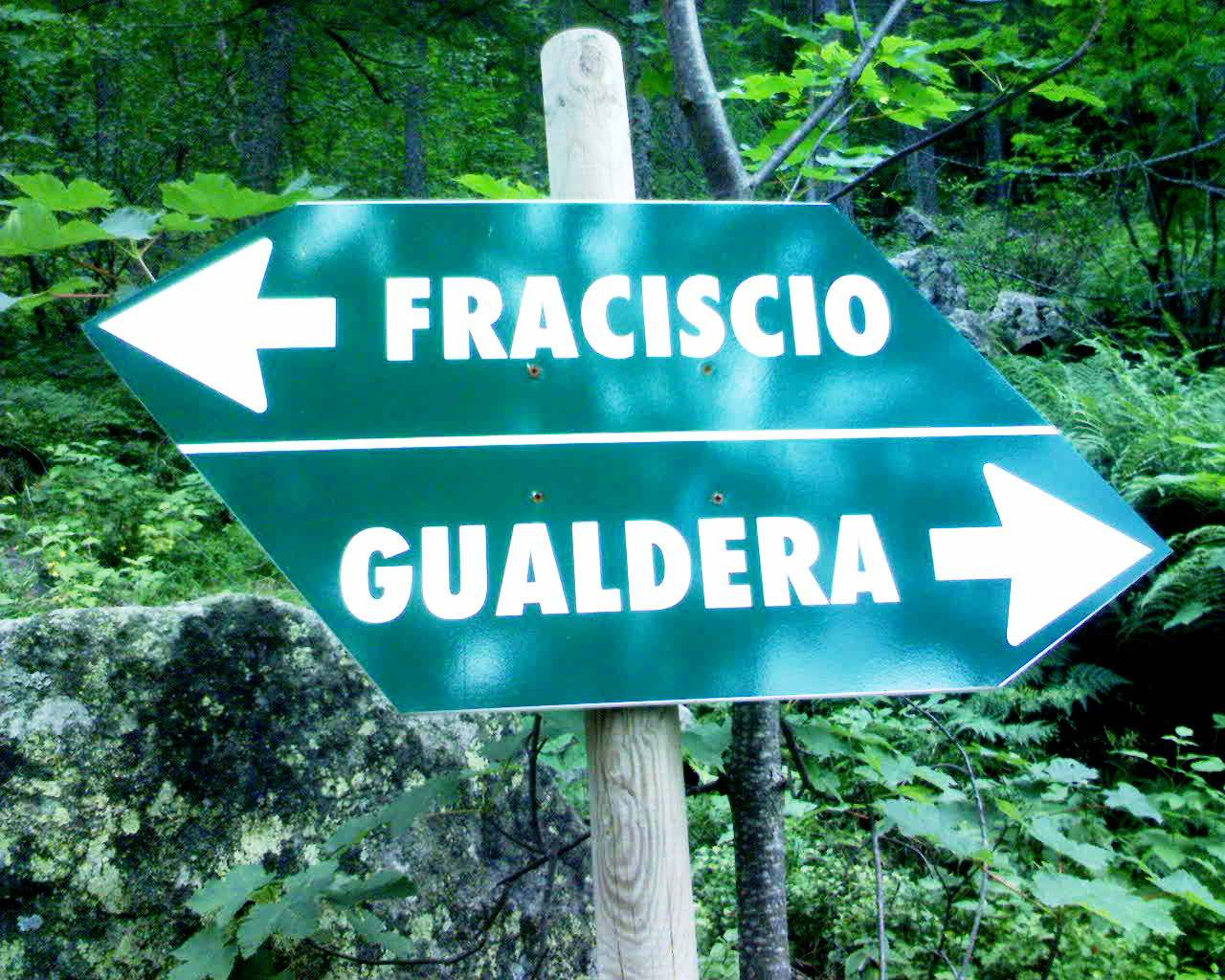
Un cartello nel sentiero tra Fraciscio e Gualdera, nel comune di Campodolcino

È molto sviluppato anche il centro di Madesimo, importante stazione sciistica. La valle era in passato più conosciuta come Val San Giacomo, nome derivante dal comune di San Giacomo (a cui si aggiunse il nome di Filippo per evitare omonimie).

### Val Bregaglia
La Val Bregaglia (conosciuta anche come Valle del/della Mera o Maira in territorio svizzero, o anche solo Bregaglia) da Chiavenna porta al Passo del Maloja passando per la frontiera di stato tra Italia e Svizzera a Castasegna. È costituita da alcune parti del comune di Chiavenna (in particolare le frazioni di Campedello, San Carlo e Loreto) e dai comuni di Piuro, Villa di Chiavenna e Bregaglia (senza contare il territorio oltre il passo del Maloja, che invece fa parte dell'Engadina). Ci vivono circa 5 000 persone.
Il primo comune della valle a est di Chiavenna è Piuro, suddiviso in 3 frazioni principali, in ordine di importanza Prosto, Borgonuovo e Santa Croce, e diverse località minori.
Il comune successivo è Villa di Chiavenna, dove c'è un lago artificiale, e diverse frazioni come che confina con la Svizzera presso la dogana di Castasegna, parte del comune di Bregaglia, dove si può trovare uno dei castagneti più grandi d'Europa, Brentan. Nella valle si possono trovare svariate località turistiche, come le famose cascate del torrente Acquafraggia in località Borgonuovo, il Palazzo Vertemate Franchi a Cortinaccio di Prosto, e i caratteristici paesini alpini di Crana e Savogno. inclusa nel linguaggio comune come parte della Valchiavenna.

## Geografia

### Presentazione geografica, altitudini e confini
La Valchiavenna si trova incastonata nelle Alpi, circa al centro della catena montuosa, tra le Alpi Lepontine e le Alpi Retiche occidentali. Divide così le Alpi Occidentali dalle Alpi Orientali. Ha un andamento verticale, diversamente dalla direzione del crinale alpino. La sua conformazione è dovuta all'azione dei ghiacciai alpini dell'età antica.
L'altitudine della valle è varia: il Piano di Chiavenna è a circa 300 m s.l.m., Chiavenna è a 390 m s.l.m., la Valle della Mera staziona sui 450 - 600 m s.l.m., la Valle Spluga varia molto, e termina con gli oltre 2100 m s.l.m. del Passo dello Spluga.
La Valchiavenna confina con il Canton Grigioni (in Svizzera) a nord, nord-est e ovest, con la Valtellina a sud-est e con le province di Como e Lecco a sud.
La Valchiavenna è parallela alla Val Mesolcina, valle di lingua italiana ma appartenente al Canton Grigioni. Nel comune di Piuro è compresa la Valle di Lei, appartenente al bacino idrografico del Reno. Questa, pur appartenendo politicamente ad un comune della Valchiavenna, geograficamente non ne fa parte.

### Geomorfologia
I ghiacciai della Val San Giacomo e della Val Bregaglia si univano nel luogo dove attualmente sorge Chiavenna, formando un'unica grande massa che arrivava fino alla Valtellina. L'azione dei ghiacciai ha forgiato i versanti vallivi dando origine a valli ad "U” e costruito fenomeni come le “Marmitte dei giganti”, visibili nell'omonimo parco tra Chiavenna, Piuro e Prata Camportaccio e all'imboccatura della Val San Giacomo presso Mese. Il fondovalle è stato soggetto all'azione dei fiumi Mera e Liro. In particolare all'azione di quest'ultimo ha creato la “gola del Cardinello”, solco scavato nella roccia tra Isola e Stuetta, nell'alta Vallespluga. Questa gola parte dalla diga del Lago di Montespluga e scende fino ai Torni, villaggio poco a nord di Isola, e fu storicamente importantissimo per collegare la Valle del Reno, e quindi il mondo germanico, con il Bacino idrografico del Po, quello italico. Venne famosamente utilizzato dalle legioni romane (che per prime scavarono un sentiero, lo stesso rimasto fino al giorno d'oggi), dai lanzichenecchi e dall'esercito di Napoleone durante la Campagna d'Italia, il quale perse parecchi uomini e cannoni per via delle frane nella zona.
Il Piano di Chiavenna invece fu spianato dalla Mera, che ha lasciato nel piano molto materiale alluvionale.
 Inoltre sono presenti vari circhi glaciali, tra cui l'anfiteatro del torrente Schiesone, presso Prata Camportaccio.

### Idrografia
Il corso d'acqua più importante è la Mera, fiume che nasce a 2800 m s.l.m. in Svizzera (Val Marotz) e scorre in direzione est-ovest fino a Chiavenna. Unito al torrente Liro presso Mese, il fiume finisce poi nel Lago di Mezzola che confluisce nel Lago di Como. Poi c'è il torrente Liro, che nasce vicino al Passo dello Spluga e, insieme al torrente della Val Loga, che nasce dal ghiacciaio della Val Loga, si immette nel lago artificiale di Montespluga. La sua acqua alimenta vari impianti idroelettrici, e infine finisce nella Mera, presso l'abitato di Mese. Il corso del Liro e del fiume Mera dopo il congiungimento tra i due determina il confine tra Alpi Lepontine e Alpi Retiche. I molti affluenti minori dei due corsi d'acqua formano varie valli laterali. Il Lago di Mezzola si trova nella bassa Valchiavenna ed è preceduto da un laghetto chiamato Pozzo di Riva. Il Lago di Mezzola è ciò che rimane dell'acqua del Lario che occupava l'attuale Piano di Chiavenna, formato dai detriti della Mera portati verso il lago. Nel lago confluiva anche l'Adda, fino all'alluvione del 1520. Sono presenti in Valchiavenna numerosi laghi artificiali, creati per scopi idroelettrici.

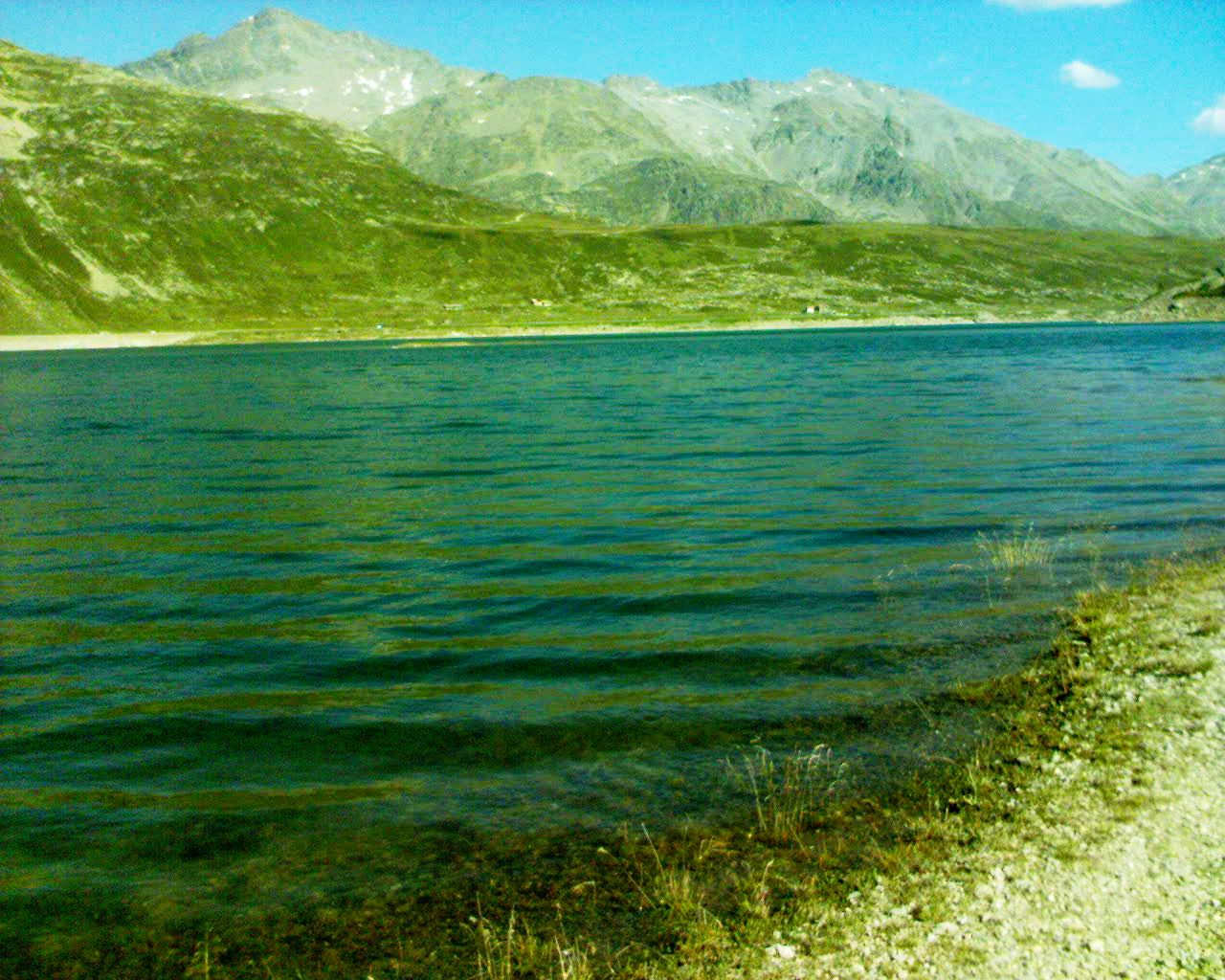
Veduta del lago artificiale di Montespluga, comune di Madesimo, con la vecchia strada sterrata semi-sommersa dalle acque. Sullo sfondo uno degli ultimi tratti della Strada statale 36.

Alcuni di questi laghi sono i seguenti:
- Lago di Montespluga
- Lago di Truzzo (lago naturale ampliato artificialmente)
- Lago di Madesimo
- Lago di Isola
- Lago di Prestone

Nel territorio appartenente al comune di Piuro, nella Valle di Lei, vi è un grande lago artificiale, il Lago di Lei, che si trova nel bacino del Reno. Le sue acque sono sfruttate dalla Svizzera, a cui appartiene il tratto del muraglione della diga, siccome in caso di attacco e distruzione di esso a venire inondate sarebbero le cittadine svizzere dell'Hinterrhein. La Svizzera ha così attuato uno scambio di territori e adesso può controllare la diga per la protezione civile.

### Ghiacciai
I ghiacciai formarono la morfologia della valle, ma sono ora ridotti a pochissimo territorio. Ora ne sono presenti circa una decina in Valle Spluga e in Val di Lei e alcuni in Val Codera. Nella Valle Spluga i più grandi sono quelli del Ferré, del Suretta (ormai più simili a nevai) e di Ponciagna.

### Orografia
La Valchiavenna, come tutte le valli alpine, possiede sul suo territorio vari monti più o meno alti. In Val San Giacomo il più importante è il Pizzo Stella (3163 m), il più alto è il Pizzo Tambò (3279 m), poi il Pizzo Ferré (3103 m), il Pizzo Suretta (3027 m, insieme al Tambò circonda il Passo dello Spluga), il Pizzo Quadro (3015 m). Nella Val Bregaglia il più importante è il Pizzo Galleggione (3107 m), nella bassa Valchiavenna ci sono il Pizzo Ligoncio (3032 m), il Pizzo di Prata (2727 m, domina con la sua mole la Val Schiesone, sopra Prata). Si può considerare appartenente al bacino vallivo il Pizzo Badile (3308 m).

### Valichi
Molto importante è il Passo dello Spluga, che ebbe nei secoli scorsi molta rilevanza di traffici di merci e persone. Dal confine svizzero a Villa di Chiavenna si può andare all'altrettanto importante Passo del Maloja. Vi sono poi il Passo del Settimo, in Val Bregaglia, il Passo del Baldiscio, in Valle Spluga, e il Passo della Forcola, a conclusione della Valle della Forcola, situata sopra Gordona. Si fanno notare anche il Passo del Turbine, tra il comune di Piuro e quello di Villa di Chiavenna, vicino al Lago dell'Acquafraggia, e il Passo di Lei, che dalla valle sospesa dell'Acquafraggia porta alla Valle di Lei.

### Particolarità geografiche
Tra le caratteristiche particolari della Valchiavenna vi sono la presenza di una grande palude presso il Lago di Mezzola, formata dalla Mera, chiamata Pian di Spagna. Ora è un posto adatto al bird-watching: vi si possono osservare infatti vari uccelli acquatici. Altra caratteristica, già citata prima, è la presenza di numerose valli laterali.

### Valle San Giacomo/Valle Spluga

L’antica bandiera della Valle San Giacomo. Riporta un'immagine del santo e il nome “Vallis S. Jacobi”

La Valle S. Giacomo (oggi più comunemente chiamata Valle Spluga) è la zona più settentrionale della Valchiavenna ed è dislocata tra i 333 m s.l.m. di Chiavenna e i 2113 m s.l.m. del Passo dello Spluga. La valle confina a ovest con il bacino del fiume Moesa, affluente del Ticino, e a est con il bacino del Reno di Lei, affluente del Reno posteriore. La Valle Spluga è centrale nell'arco delle Alpi ed è posta tra il solco del Lago di Como a sud e la valle del Reno a nord. Collega i centri di Chiavenna e Thusis, distanti in linea d'aria 42 km. Le valli laterali di una certa rilevanza, da nord verso sud, sono le seguenti:
Destra orografica
- Val Loga (si diparte da Montespluga)
- Valle di Vamlera
- Val Febbraro (si diparte da Isola, qui avvenne un tragico evento nell'agosto del 1999 dove tre ragazzine scout di Verona, di età compresa tra i 12 e i 13 anni, persero la vita travolte da un torrente in piena[2])
- Val Schisarolo
- Val d'Oro
- Valle di Starleggia
- Valle della Sancia
- Valle del Drogo

Sinistra orografica
- Val Scalcoggia (è la valle dove si trova Madesimo)
- Val Rabbiosa (la valle del paesino di montagna e frazione di Campodolcino Frasciscio)
- Valle delle Valene (chiamata anche Val d'Avero, ospita il paesino omonimo)

La Val Scalcoggia e la Valle di Starleggia sono sospese sulla valle principale e i loro torrenti formano delle cascate all'immissione nella valle Spluga. La Val Rabbiosa e la Valle del Drogo finiscono invece il loro corso tramite una gola scavata dal proprio torrente. Nella valle sono presenti numerosi laghi e laghetti glaciali. Ad esempio i laghi dell'Angeloga, presso il Pizzo Stella, quelli attorno al Passo del Baldiscio, il Lago Emet (incastrato nella particolare conformazione dell'alto comune di Madesimo), il Lago Azzurro di Suretta (sul gruppo del Suretta) e di Motta (comune di Campodolcino). Ci sono molti laghi artificiali: a Montespluga, a Isola, a Madesimo (comune di Madesimo), e a Prestone (comune di Campodolcino). Inoltre c'è il lago di Truzzo, sulla sinistra orografica: si tratta di un lago naturale ampliato artificialmente. Il comune più popolato è Campodolcino. Importante è la cittadina di Madesimo, stazione sciistica. La valle è chiamata con vari nomi. Nel XII secolo d.C. fu nominata (nel documento più antico pervenuto fino ai giorni nostri) con il nome di “Valle Sancti Jacobi”. Localmente è chiamata semplicemente “Valle” e in dialetto “Val di Giüst”. In italiano è chiamata anche “Valle San Giacomo”, dal nome del primo comune che si incontra arrivando da Chiavenna, San Giacomo Filippo, che un tempo era il più importante. A oggi il nome più utilizzato è Valle Spluga.

### Val Bregaglia
La Val Bregaglia, chiamata anche Valle della Mera, è la valle percorsa dal torrente Orlegna dal Passo del Maloja fino alla confluenza nel fiume Mera (chiamato Maira in Svizzera) a valle di Casaccia, e da qui fino alla confluenza del Mera con il Liro. La valle si trova tra Val di Lei e Val Madris a nord-ovest e la Val Codera a sud-est. L'aspetto dei versanti opposti è molto diverso: quello destro è ripido e pieno di rupi e valloni, mentre quello sinistro è poco ripido. Ci sono poche vallate profonde nei due versanti. Sul versante destro sopra Borgonuovo di Piuro e sotto il Pizzo di Lago si possono trovare il Lago dell'Acquafraggia, chiamato anche solamente Lago nel linguaggio comune della zona, e il laghetto di Piangesca. A Villa di Chiavenna si possono ammirare la cascata del torrente Zernone, il lago artificiale formato dalla diga e i caratteristici borghi di Giavera, Chete e San Barnaba; il comune include inoltre una vasta rete di alpeggi e monti sui due versanti della valle, di cui uno degno di nota è Malinone. La valle della Mera è divisa in tre comuni: Chiavenna, Piuro e Villa di Chiavenna, oltre a Bregaglia in territorio svizzero.

### Valchiavenna
La Bassa Valchiavenna si disloca per buona parte sul Piano o Piana di Chiavenna, ed è una penetrazione valliva posta a quota più bassa delle altre zone della regione. Con i suoi prolungamenti laterali, la bassa valle è posta tra: a ovest la Valle di Livo (appartenente alla Val Mesolcina, Svizzera), a nord-ovest la Valle Spluga, a nord-est la Val Bregaglia, a est la Val Masino, e a sud-est la Valtellina. La Bassa Valchiavenna fu scavata dall'unione dei ghiacciai della Valle Spluga e della Val Bregaglia. I versanti sono levigati, e non sono presenti laghi alpini. Le valli laterali si immettono spesso nella valle principale con una gola (Val Bodengo, Val Codera e Val dei Ratti. Per aspetto le valli laterali sono aspre e selvagge (un esempio sono l'orrido scavato dal torrente Boggia presso Gordona, e le valli più a sud, la Val Codera e la Valle dei Ratti. Il Piano di Chiavenna circa 2000 anni fa era occupato dalle acque del Lago di Como fino a Samolaco (da Summu Lacu = sulla sommità del lago). Nel corso del tempo le acque si sono ritirate e hanno lasciato spazio al Pian di Spagna, zona umida situata nel territorio tra il Lario e il Lago di Mezzola. Il comune più popoloso è Prata Camportaccio (3504 ab.), situato nella parte settentrionale della valle, mentre il comune più popoloso della parte meridionale è Samolaco (2863 ab.). Gli altri comuni, in ordine di popolazione, sono Gordona (1953 ab.), Novate Mezzola (1881 ab.), Mese (1829 ab.) e Verceia (1062 ab.).

## Storia

### Preistoria e Evo antico (Storia pre-romana)
Durante la Preistoria la Valchiavenna era già conosciuta (e quindi abitata e frequentata), principalmente a causa della presenza del Passo dello Spluga. Le tribù di cacciatori-raccoglitori, nel periodo della conversione in pastori-agricoltori, stabiliscono vari sentieri passanti nella valle e presso il Passo. Quando la conversione è terminata, queste popolazioni abitano il fondo-valle, e, nei mesi caldi, “portavano le bestie in alpeggio”, seguendo i sentieri creati in quel periodo. Alcuni di questi sentieri furono usati fino a qualche decennio fa dai pastori locali. In alta Valle Spluga, sul Pian dei Cavalli sopra Isola, già da vari anni si stanno compiendo degli scavi archeologici. I lavori, diretti dal Prof. F. Fedele, hanno portato al ritrovamento di arnesi litici risalenti al 9000-7000 a.C., nel periodo Mesolitico. Nell'agosto del 1993, presso il lago artificiale di Montespluga, fu trovata un'ascia-martello in pietra con un foro, risalente circa al 3000 a.C. Nello stesso posto, anni prima, nel 1965, fu trovato un coltello con lama serpeggiante, risalente al 900 a.C. Il bronzo di cui è costituito proviene dalle miniere di bronzo presso Salisburgo. Questo porta a pensare che allora esistevano già rapporti tra comunità di luoghi molto distanti tra loro attraverso il Passo. I primi abitanti della valle furono probabilmente i Liguri, ma ai tempi della conquista romana gli abitanti erano i Reti. Essi erano della stessa stirpe degli Etruschi, oppure erano Etruschi cacciati dalla Pianura Padana dai Galli. I romani chiamavano “Clavennates” quelli della zona di Chiavenna, e “Bergalei” quelli abitanti nella Val Bregaglia e quindi della valle della Mera. Nel 196 a.C. i romani conquistarono Como, e nacquero così i contatti con le popolazioni retiche che vivevano sulle rive settentrionali del Lago di Como. Venne costruita una strada imperiale che collegava Como e Chiavenna, chiamata “Clavenna”, passando anche per la stazione di “Summu lacu”, cioè “sulla sommità del lago”. La località corrisponde all'odierna Samolaco, e il suo nome indica che il Lago di Como era più vasto a quei tempi, e si estendeva in parte del piano di Chiavenna.

### Età Romana
Tra il 16 e il 14 a.C. i romani conquistarono la “Rezia” e il “Norico”, le regioni del basso centro-Europa, compresa la Valchiavenna. La strada romana tra Como e Coira passava per tutte e due le attuali dogane tra Italia e Svizzera (Spluga e Maloggia e del Settimo). Infatti, nell'"Itinerario di Antonino Pio", la strada è divisa in due a Chiavenna: “Tra Curia (Coira) e Clavenna (Chiavenna) due strade.”. Nell'itinerario tra Chiavenna e Coira ci furono tre stazioni per il cambio dei cavalli: “Cunus Aureus”, forse presso Isola, “Tarvesede”, presso il Passo, “Lapidaria”, nell'attuale Svizzera. Ci sono alcune testimonianze letterarie del passaggio dell'Esercito Romano per il Passo dello Spluga. Per quanto riguarda la via d'acqua, l'attuale Samolaco era il porto mercantile posto alla sommità nord del Lago di Como. Risalgono al periodo romano (98-117 d.C.) delle monete trovate a Portarezza, Campodolcino, durante i lavori per l'invaso artificiale. La valle rimase sotto il dominio romano fino alla fine dell'Impero Romano d'Occidente, nel 476. Dopo tale data, si diffuse il cristianesimo nella valle.

### Medioevo
Passata al Regno d'Italia, fece parte dell'Impero Carolingio e del territorio dei Re di Germania. Nel X secolo cominciarono i traffici commerciali per la valle, principalmente diretti al Passo dello Spluga. Chiavenna divenne così un centro importante per il transito delle merci. A certificarlo, è nel 1030 la fondazione del comune di Chiavenna, il più antico dell'attuale Provincia di Sondrio. Nell'Alto Medioevo viene attuato il sistema delle chiuse, che regolava i traffici commerciali in direzione del Passo dello Spluga, che dopo il 1000 aumentano di numero. Intanto, nella Valle Spluga si insediano delle famiglie Walser, provenienti dalla Svizzera. Esse faranno costruire delle abitazioni nello stile, appunto, Walser. Degli esempi sono gli abitati di Mottaletta e Rasdeglia, sopra Isola. Il comune di Chiavenna appartiene al Ducato di Svevia, sotto Federico Barbarossa. Nella lotta tra il Barbarossa e i Comuni della Lega Lombarda, Chiavenna - insieme a Como - si schierò sempre dalla parte dell'Imperatore. Nel 1176, alla vigilia della Battaglia di Legnano, a Chiavenna si incontrano il Barbarossa e suo cugino Enrico il Leone. Il primo chiede aiuto militare al secondo, ma invano. Fu, probabilmente, il Barbarossa a donare al comune di Chiavenna la cosiddetta: “Pace di Chiavenna”, una copertina della Bibbia, prodotto dell'oreficeria renana, composta da oro e pietre preziose. Ora è conservata nel “Museo del Tesoro”, nei pressi della chiesa di San Lorenzo in Chiavenna. Nel 1226, per facilitare il trasporto delle merci per il Passo dello Spluga, fu costruita una strada carreggiabile tra Campodolcino e Madesimo. Intanto, dall'inizio dell'XII sec. la valle fu soggetta al comune di Como, anche se continuava ad avere una propria autonomia amministrativa. Nel 1240 circa iniziano i passaggi per il Passo del San Gottardo che, nel XIX secolo, supererà d'importanza lo Spluga con il traforo del 1882.
Entrò nelle complesse vicende della lotta per la Signoria di Milano tra i Della Torre e i Visconti.
Nel 1269 fu catturato da Corrado Venosta Von Matsch (feudatario del Castello di Boffalora sopra Madesimo) Raimondo Vescovo di Como ed esposto in una gabbia al pubblico ludibrio a Sondalo in Valtellina. Venne poi liberato dalle milizie del fratello Napoleone della Torre che distrussero il castello il 25 settembre 1273.
Nel 1335 Azzone Visconti si impadronisce del vescovado di Como, compresa la Valchiavenna. La dominazione è mal tollerata, la popolazione si ribella e chiede aiuto a Papa Gregorio XI. Il suo intervento porta a una riconciliazione delle due parti. Nel 1402 muore Gian Galeazzo Visconti e la Valchiavenna è ceduta in feudo a Baldassarre Balbiani. Egli fa costruire il suo castello a Chiavenna, situato nell'attuale Piazza Castello. Nel 1473 il Duca di Milano obbliga il passaggio delle merci del suo ducato per il Passo dello Spluga.Nel 1477 risulta essere podestà il Cavaliere Aulico Gio Giacomo Vismara, Gentiluomo Regio e consigliere segreto del Duca di Milano. Tra il 1488 e il 1497, su ordine di Ludovico il Moro, vengono costruite le mura attorno a Chiavenna, che diventa così il primo centro fortificato dell'attuale Provincia di Sondrio. Le mura si erano rese necessarie per difendersi dai saccheggi degli abitanti delle Tre Leghe grigionesi.

### Età moderna (dominazioni francese, grigione e conflitti religiosi)
Durante l'intera dominazione milanese, i borghi di Chiavenna e Piuro divennero luogo di scambi commerciali e culturali tra le zone artigianali ed industriali della Svizzera e della Germania e l'area milanese-comasca. Proprio per le intense attività commerciali che vi risiedevano, la cittadina di Chiavenna si sviluppò urbanisticamente: il tratto per lo Spluga era costituito dall'attuale via Bossi, quello per i passi del Maloggia e del Settimo dall'odierna Via Dolzino. Nel 1500 Luigi XII, Re di Francia, conquista il Ducato di Milano e quindi la Valchiavenna. Le dominazione dura 12 anni, fino a quando le Tre Leghe grigie conquistano tutto il territorio dell'attuale Provincia di Sondrio. La Valchiavenna, per la sua importanza a causa dell'enorme traffico di merci che vi transitavano, godette di alcuni privilegi rispetto ad altri territori soggetti ai Grigioni. Un esempio è la forma statutaria molto più autonoma rispetto ad essi. Nel 1520 un'alluvione dell'Adda cambia il corso del fiume valtellinese. Fino ad allora infatti l'Adda sfociava nel Lago di Mezzola, e l'alluvione deviò il suo corso fino a portare la foce direttamente nel Lago di Como. Intanto, i Grigioni governano la Valchiavenna, la Valtellina e la Contea di Bormio in modo ambiguo. Rispettano infatti gli statuti già in vigore nelle valli, ma i loro funzionari commettono abusi di vario genere. Per calmare gli animi della popolazione soggetta viene istituito, nel 1620, un tribunale per i criminali politici. Il provvedimento ha l'effetto contrario. Aggiunto all'odio religioso per aver diffuso il protestantesimo nelle cattolicissime valli chiavennasche, sondriesi e bormiesi, provoca quindi un'insurrezione che scaccia i Grigioni, che non avviene però in Valchiavenna, che rimane sotto il dominio elvetico. Per risolvere i problemi, i Grigioni proclamano la libertà di culto in tutti i loro territori. Nel 1571 muore a Chiavenna l'umanista di Modena Lodovico Castelvetro, residente nel capoluogo valchiavennasco già da qualche anno. Tredici anni dopo i comuni della Valle della Mera diventano due: Villa di Chiavenna si scinde da Piuro. Quest'ultimo comune, il 4 settembre 1618, viene investito da una frana che seppellisce l'intera cittadina e uccide buona parte dei circa 1 000 abitanti. Il comune era centro di lavorazione della pietra ollare, attività una volta molto diffusa in valle, e del commercio della seta. Nel frattempo, la Valchiavenna era diventata zona di passaggio obbligata per i trasporti delle merci dalle zone più industrializzate d'Europa (dalla Toscana alle Fiandre, dalla Pianura Padana alla zona del Lago di Costanza), come i porti di Genova e Venezia, che manteneva contatti con i Grigioni per conto della sua Repubblica, anche attraverso la “Strada Priula”, aperta nel 1593, che collegava Bergamo e Morbegno, ma aveva un prolungamento nella Valchiavenna. Nel 1629 passano in valle i Lanzichenecchi di Ferdinando II e diffondono la peste. Vent'anni dopo finisce una guerra quasi ventennale (culminata nel Sacro Macello di Valtellina) scoppiata per i motivi religiosi già noti nel secolo prima. Secondo gli accordi, il capitolato milanese restituisce i territori della Valtellina e della Contea di Bormio ai Grigioni, a patto che non ci abiti nessun protestante.

### Età contemporanea (Napoleone, dominazione austriaca)
Nel 1797 finisce definitivamente la dominazione elvetica per Valtellina e Contadi. Napoleone, con la Pace di Campoformio, costituisce la Repubblica Cisalpina, di cui fanno parte i territori dell'attuale Provincia di Sondrio. Gli austriaci occupano però la Repubblica nel 1799. I francesi la riconquistano dopo due anni e la legano alla Repubblica italiana (1802-1805) e poi al Regno d'Italia (1805-1814). I Grigioni però non si rassegnano: vogliono riconquistare la valle, insieme alla Valtellina. Il 27 aprile 1814 l'esercito delle Tre Leghe discende su Chiavenna dal confine bregagliotto: trovando la valle già occupata dagli austriaci, si ritirano. Al Congresso di Vienna del 1815 viene inviato come rappresentante della Valchiavenna il borghese chiavennasco Girolamo Stampa. Egli chiede (e ottiene) l'annessione al Regno Lombardo-Veneto della Valle. La valle, per la prima volta, viene unita amministrativamente alla Valtellina e alla contea di Bormio, per formare la Provincia di Sondrio.
Nel 1818 gli austriaci costruirono la strada carrozzabile Chiavenna-Passo dello Spluga, modificata nel 1822. Nel 1838 fu costruito il tratto di strada sul Sengio, ovvero il pendio scosceso tra Campodolcino e Pianazzo, in comune di Madesimo. L'ultima modifica al tracciato fu quella del 1930 presso la piana di Montespluga per la costruzione del bacino artificiale.

### Risorgimento
Durante il dominio austriaco il pensiero di Giuseppe Mazzini si diffonde. Tra gli esponenti c'è il chiavennasco Maurizio Quadrio. I fatti del 1848 sono vissuti attivamente dalla popolazione della Valchiavenna. Il 19 marzo arriva in valle la notizia dell'insurrezione milanese. Così, un gruppo di uomini, tra cui Francesco Dolzino, Giuseppe De Giorgi e Cirillo Tunesi, disarmano la gendarmeria austriaca e cacciano i governatori. La popolazione fa festa per le strade. Il 20 marzo, una domenica, l'Arciprete della chiesa di San Lorenzo a Chiavenna, Giovan Battista de Picchi, benedice la bandiera della rivoluzione mentre in Piazza Fontana (oggi Piazza Pestalozzi, nel centro di Chiavenna) viene eretto un monumento chiamato l'albero della libertà. Il 29 maggio viene fatta una consultazione provinciale per l'unione al Regno di Sardegna. A Chiavenna ci sono solo tre voti contrari. Ma quando l'esercito piemontese perde gli alleati, tutto va in fumo: dopo l'Armistizio di Salasco a Vigevano, gli austriaci tornano nella valle e in tutta la Lombardia. Continuano comunque le insurrezioni. Nell'ottobre del 1848 vengono ancora cacciate le autorità austriache e, precisamente il 22 ottobre, viene ripiantato l'albero della libertà. Poi un gruppo di volontari guidati da Francesco Dolzino si porta all'imboccatura della Valchiavenna, presso Verceia. Sperando in un'insurrezione generale dell'intera Lombardia, resistono sei giorni all'esercito austriaco, intervenuto per la repressione. A comandare quelle truppe c'era il generale Julius Jacob Haynau, già repressore dell'insurrezione bresciana. Egli comanda il saccheggio e la distruzione di Verceia, subito eseguito. Avendo paura, il comune di Chiavenna gli manda incontro una delegazione che gli spiega il “sincero pentimento della città”. Ma come al solito le scuse non bastano mai. Il 29 ottobre Haynau entra a Chiavenna e annuncia lo sconto della pena ad una multa di “20.000 lire austriache”. L'anno dopo (1849) si chiude definitivamente la prima guerra di indipendenza.

### Seconda guerra di indipendenza e annessione al Regno d'Italia
Nel 1859, con la seconda guerra di indipendenza, molti valchiavennaschi si arruolano nell'esercito piemontese. Insieme ai francesi, l'esercito in questione batte gli austriaci a Mombello (20 maggio), Pastrengo (30-31 maggio) e a Magenta, il 4 giugno. Il giorno dopo la Provincia di Sondrio è annessa ufficialmente al Piemonte e il comune di Chiavenna chiama i suoi giovani alle armi. Il 24 giugno, tra San Martino e Solferino, si combatte la battaglia decisiva tra franco-piemontesi e austriaci. Tra i caduti c'è il valchiavennasco diciassettenne Pietro De Stefani. A commemorarlo c'è ora una lapide nel cimitero di Chiavenna. Tornando alla battaglia, la vittoria è dei primi, e la seconda guerra di indipendenza si conclude così. Infatti, l'11 luglio Napoleone III firma l'armistizio con l'Austria e solo la Lombardia viene ceduta al Regno di Sardegna quando invece, come pattuito da Cavour con l'Imperatore di Francia doveva essere annesso anche il Veneto. La Valchiavenna, insieme a tutta la Lombardia, viene quindi unita al Regno di Sardegna, e successivamente, con l'Unità d'Italia, diviene parte del Regno d’Italia.

### Calo dei traffici passanti per la valle
Una delle conseguenze dell'annessione al Regno d’Italia fu il calo dell'importanza commerciale della valle, a causa del governo, favorevole ad altri tracciati (quelli piemontesi). Nel 1882 arriva il colpo di grazia: l'apertura del Traforo del San Gottardo. Inutile poi l'apertura della linea-ferroviaria Colico-Chiavenna nel 1886.

### Alluvione della Valchiavenna
Nel settembre del 1927 la Valchiavenna fu vittima di una drammatica alluvione che interessò la Mera, il torrente Liro e i loro affluenti maggiori. Fortunatamente non ci furono vittime, ma i danni furono pesanti, a causa del fatto che i fiumi erano sprovvisti di argini, che furono costruiti, proprio per evitare che si verificasse un'altra alluvione, negli anni '30. L'alluvione interruppe i passaggi per la valle, l'abitato di Campodolcino fu in gran parte sommerso. Fu interessata anche la Valtellina, nel primo tratto della sua bassa valle (Sondrio-Morbegno).
Nello stesso anno, inoltre, alla presenza dell'allora Principe Umberto I viene inaugurata la centrale idroelettrica di Mese, la più grande della valle, che allora era l'impianto idroelettrico più potente d'Europa

### Resistenza in valle
Dopo l'8 settembre 1943 agli ex-soldati e ai giovani di leva della valle si presentarono le seguenti possibilità di sopravvivenza: vivere rintanati in casa propria, scappare in Svizzera, vista la vicinanza al confine, ma non sempre si veniva accettati, oppure rifugiarsi nelle baite di montagna. Molti scelsero quest'ultima possibilità, e nacquero così i primi nuclei partigiani, aiutati da sacerdoti, amici e parenti dei componenti, che portano cibo e informazioni sul corso dei fatti. In Valchiavenna si distinse l'opera di alcuni sacerdoti che aiutarono gruppi di ebrei a fuggire in Svizzera e perseguitati politici. Un esempio: prima della Liberazione del 25 aprile nella “Casa Alpina” di Motta sopra Campodolcino vennero ospitati sotto mentite spoglie vari ebrei poi fuggiti in Svizzera. Dopo la Liberazione, invece, a Motta si rifugiarono molti ex-fascisti repubblichini. Tempi duri per la popolazione, si fa uso del baratto visto che il denaro non ha più valore, alcuni si dedicano al contrabbando. Intanto, i partigiani continuano la loro azione, mentre nell'inverno del 43/44 i nazi-fascisti diminuiscono la loro presenza in Valle Spluga, ritirandosi a Chiavenna. Il grosso dei partigiani ne approfitta e risale la valle del Liro. I tedeschi e le Brigate nere sono intenzionati a trattenere i partigiani in valle, per favorire l'ingresso in Valtellina della colonna fascista, per organizzare l'ultima resistenza. Il piano non riuscì, Mussolini viene catturato e giustiziato, mentre, ormai alla fine della guerra, già persa anche nella sua seconda parte, scappano al confine alcuni tedeschi, con familiari dei ministri della Repubblica di Salò, a cui fu impedito il trapasso del confine. Nei giorni precedenti il 25 aprile i nazi-fascisti scatenano una grande offensiva contro i partigiani. I tedeschi sulla sponda destra, le Brigate-nere sulla sinistra della Valle Spluga, con una morsa a tenaglia. All'Angeloga, in alta Valle Spluga avviene l'ultimo scontro, con due vittime partigiane e molti feriti. Il 25 aprile le Brigate nere e i tedeschi ricevono l'ordine di scendere a Chiavenna, dato loro dopo aver saputo della cattura del Duce. La resa è vicina. Due giorni dopo, il 27 aprile, i fascisti sono tutti alla “Specola”, edificio presso la stazione ferroviaria, e i tedeschi tutti in un albergo in Piazza Castello. Per evitare uno scontro a fuoco serve un mediatore: il compito fu affidato all'allora Arciprete di Chiavenna Don Pietro Bormetti, nonostante l'opposizione dei partigiani di fede anti-clericale. L'Arciprete si comportò bene, i nazi-fascisti si arresero.

## Economia
Un tempo l'economia della valle era fondata sui traffici commerciali in direzione della Svizzera, dovuti alla posizione favorevole. Quando nell'800 essi diminuirono sostanzialmente, la cittadina di Chiavenna subì un minore sfavore del resto della valle, dovuto ad una presenza di consolidate industrie. Proprio in quegli anni (1880 circa) cominciarono infatti dei forti flussi migratori dagli altri paesi della valle che, come si è detto prima, avevano subito un maggiore sfavore dalla drastica diminuzione dei passaggi commerciali. L'agricoltura a quel tempo era povera e arretrata, perché il Piano di Chiavenna, a sud della valle, doveva essere ancora in gran parte bonificato. I flussi migratori maggiori erano diretti verso l'Argentina, l'Australia e la California. Oggi, visti i profitti e la vicinanza, molti valchiavennaschi lavorano in Svizzera.

### Settore primario
Oggi nel Piano di Chiavenna sono presenti vari stabilimenti per l'allevamento bovino e, in modo minore, caprino. Quindi il terreno del Piano di Chiavenna è utilizzato per il pascolo animale, alle coltivazione e allo sfalcio per produrre fieno. I prodotti dell'allevamento sono specialmente:
- latticini: formaggi come la Magnóca, il Bitto e vari altri tipi, anche caprini
- carni lavorate: la brisaola, la spaléta, il violìn (detto anche "violino di capra"[3] trattandosi di un prosciutto di carni di capra) e i bastardèi.

### Settore secondario
L'industria è abbastanza fiorente. Il suo sviluppo, avvenuto nel XIX secolo, ha portato alla creazione di due tipi di lavorazione destinate al mercato nazionale: quella della filatura del cotone e quella della produzione della birra. Alla fine dell'800, erano presenti ben sette birrifici nella valle (uno di essi era ospitato nell'edificio dell'attuale Biblioteca della Valchiavenna, a Chiavenna). L'attività della filatura sopravvisse fino al 1932, mentre quella della produzione di birra fino agli anni '50, dopo il trasferimento degli impianti. Ultimamente, però, sono sorti nella bassa valle dei piccoli impianti di produzione artigianale della birra. A Gordona è presente inoltre la fabbrica della rinata Birra Spluga. È già scomparsa da vario tempo la lavorazione della pietra ollare, già conosciuta ai tempi dei Romani. Il cuore pulsante dell'industria della Valchiavenna è nell'area industriale di Gordona. Qui sono presenti industrie meccaniche, edilizie, del vetro… Oltre alla fabbrica della Birra Spluga, a Gordona è presente una fabbrica di articoli sportivi in legno che, quando venne fondata a Chiavenna era la prima fabbrica di sci in Italia. Per quanto riguarda le industrie alimentari, presso l'area industriale di Gordona è presente un allevamento di pollame, conosciuto anche nazionalmente. Incastonata tra Chiavenna e Prata Camportaccio vi è una fabbrica di pasta, che produce anche prodotti valtellinesi (basta citare i Pizzoccheri). In Valchiavenna vi sono alcune cave per l'estrazione di vari minerali, come il granito detto “Sanfedelino”, per la vicinanza di una delle cave al tempietto dedicato a San Fedele di Como sulle rive del Lago di Mezzola. La Valchiavenna è ricca di bacini idrici artificiali. Essi producono molta energia elettrica, utilizzata specialmente in Lombardia.

### Turismo
Il turismo è un'importante fonte di reddito e può contare su molte attrattive, non solo legate alla montagna. Chiavenna è meta di turismo storico, e riscuote successo la Sagra dei Crotti, nata nel 1956, che vi si tiene nella prima metà di settembre. Gli alpeggi montani sono diventati luogo di villeggiatura estiva per molti turisti, mentre d'inverno sono molto frequentate le piste da sci. Esse sono situate in gran parte a Madesimo (famoso è il cosiddetto “Canalone”, sul Pizzo Groppera) e nel territorio di Motta, località in comune di Campodolcino, raggiungibile con una funicolare dal capoluogo della Valle Spluga o con una strada carrozzabile da Madesimo. In quest'ultimo centro si tennero, nel 1911, le prime gare di sci in Italia. I due comuni principali della valle superiore, a causa del turismo, hanno subito un intenso sviluppo urbanistico. Turista illustre nella Valle Spluga fu Giosuè Carducci, che frequentò la valle dal 1888 al 1905 e, visitando i suoi vari paesaggi, scrisse varie poesie su di essi. Presso Gordona si può praticare il freeclimbing e il canyoning lungo la gola del torrente Boggia, mentre a Piuro è molto frequentata la zona vicino alla cascata dell'”Acquafraggia”. Presso Novate Mezzola c'è il lago di Mezzola, noto lago di origine glaciale e meta turistica.
Il territorio della valle appartiene alla Diocesi di Como.

## Infrastrutture
La Piana di Chiavenna è attraversata dalla strada statale 36 del Lago di Como e dello Spluga, dalla strada provinciale 2 di Trivulzia e dalla ferrovia Colico-Chiavenna. La strada provinciale nasce come diramazione dalla strada statale a Novate Mezzola e finisce riunendosi con la strada statale in Largo dei Valichi Alpini Antonino Pio, anche chiamata nel linguaggio comune "4 strade", a Chiavenna; durante questo percorso la strada si dirama tre volte, formando la SP2 dir/A, dir/B e dir/C, per ricollegarsi alla strada statale prima del termine a Chiavenna. Qui la SS 36 continua attraverso la Valle Spluga fino all'omonimo passo mentre nello stesso punto inizia la strada statale 37 del Maloja, che percorre la Val Bregaglia fino al confine italo-svizzero per poi proseguire in Svizzera come Strada principale 3.
Nella Valle Spluga l'unica strada di fondovalle è la statale 36, tranne sopra Campodolcino dove è presente anche la strada provinciale 1 di Isola, che si dirama dalla strada principale a Campodolcino, porta fino al paese di Isola per poi riscendere e terminare nei pressi della galleria che porta a Madesimo.